# Absence
Absence – czwarty album studyjny polskiej grupy muzycznej Blindead. Wydawnictwo ukazało się 14 października 2013 roku nakładem wytwórni muzycznej Mystic Production. Nagrania poprzedził wydany 9 września tego samego roku singel zatytułowany A₃S₁. Album został nagrany w Custom34 Studio w Gdańsku w Polsce oraz w Studio73 w Rawennie we Włoszech. Płyta została wyprodukowana przez Riccardo Pasini, który wykonał także  miksowanie i mastering. W utworach "a₃" i "a₇bsence" zostały wykorzystane fragmenty, odpowiednio poematu "Kruk" i noweli "Maska Czerwonego Moru" Edgara Allana Poego.
Płyta dotarła do 32. miejsca zestawienia OLiS.

## Lista utworów
Opracowano na podstawie materiału źródłowego.
| Nr | Tytuł utworu | Słowa     | Muzyka   | Długość |
| -- | ------------ | --------- | -------- | ------- |
| 1. | „a₃”         | Zwoliński | Blindead | 06:03   |
| 2. | „b₆”         | Zwoliński | Blindead | 06:28   |
| 3. | „s₁”         | Zwoliński | Blindead | 08:48   |
| 4. | „e₅”         | Zwoliński | Blindead | 05:56   |
| 5. | „n₄”         | Zwoliński | Blindead | 06:30   |
| 6. | „c₇”         | Zwoliński | Blindead | 06:32   |
| 7. | „e₂”         | Zwoliński | Blindead | 05:59   |
| 8. | „a₇bsence”   | Zwoliński | Blindead | 09:57   |
|    |              |           |          | 56:13   |

## Twórcy
Opracowano na podstawie materiału źródłowego.
| - Matteo Bassoli - gitara basowa, śpiew - Bartosz Hervy - sample, syntezator - Patryk Zwoliński - śpiew - Mateusz Śmierzchalski - gitara - Marek Zieliński - gitara - Konrad Ciesielski - perkusja - Riccardo Pasini - produkcja muzyczna, miksowanie, mastering |  | - Daniel Sobiesiak - wiolonczela - Dorota Górawska - skrzypce - Rafał Wawszkiewicz - saksofon - Jerzy Mazzoll - klarnet basowy - Ilona Bieszke - tłumaczenia - Maria Michalska - oprawa graficzna |